# Ocean Township (Monmouth County, New Jersey)
Ocean Township ist ein Township im Monmouth County von New Jersey in den Vereinigten Staaten. Das U.S. Census Bureau ermittelte bei der Volkszählung 2020 eine Einwohnerzahl von 27.672.

## Geschichte
Das Township Ocean wurde durch ein Gesetz der Legislative von New Jersey am 21. Februar 1849 aus Teilen von Shrewsbury Township geschaffen, zu dieser Zeit erstreckte sich das neu gebildete Township vom Shrewsbury River bis zur Südspitze von Avon-by-the-Sea. Teile der Township wurden genommen, um Long Branch (11. April 1867), Eatontown (4. April 1873), Asbury Park (26. März 1874), Neptune Township (26. Februar 1879), Sea Bright (21. März 1889), Allenhurst (26. April 1897), Deal (7. März 1898), Monmouth Beach (9. März 1906), Interlaken (11. März 1922) und Loch Arbour (23. April 1957) zu bilden. Der Name des Townships leitet sich von seiner ursprünglichen Lage am Meer ab.

## Demografie
Laut einer Schätzung von 2019 leben in Ocean Township 27.384 Menschen. Die Bevölkerung teilt sich im selben Jahr auf in 82,3 % Weiße, 8,9 % Afroamerikaner, 0,2 % amerikanische Ureinwohner, 4,1 % Asiaten, 3,2 % mit zwei oder mehr Ethnizitäten. Hispanics oder Latinos aller Ethnien machten 10,2 % der Bevölkerung aus. Das mittlere Haushaltseinkommen lag bei 94.284 US-Dollar und die Armutsquote bei 6,3 %.